# Svarttjärnen (Idre socken, Dalarna)
Svarttjärnen är en sjö i Älvdalens kommun i Dalarna och ingår i Dalälvens huvudavrinningsområde.